# Ali Saleh
Ali Saleh Amro (Dubai, 22 gennaio 2000) è un calciatore emiratino, attaccante del Al-Wasl e della Nazionale emiratina.

## Caratteristiche tecniche
È un centravanti di piede destro che però può giocare anche largo sulla fascia.

## Vita privata
Ali è nato a Dubai nel 2000 da un'insegnante scozzese stanziata negli emirati e da padre emiratino, accreditando alla sua famiglia, specialmente al padre, la nascita della sua grande passione per il calcio. Saleh ha dichiarato di essere un tifoso del Manchester Utd fin da piccolo, affermando che sogna di riuscire a giocare un giorno nella Premier League.

## Carriera

### Club
Saleh all'età di sei anni entra nel settore giovanile dell'Al-Wasl con la maglia del club di Dubai il giovane cresce calcisticamente. Il 23 gennaio 2016, nel giorno del suo sedicesimo compleanno, Saleh fa il suo esordio da professionista con la squadra dell'Al-Wasl, subentrando all'ottantasettesimo minuto nella partita persa per 3-0 contro i rivali storici dell'Al-Ain, ma diventando così il più giovane giocatore di sempre ad aver preso parte ad una partita del massimo campionato emiratino.
La stagione successiva, quella 2016-2017, Saleh viene convocato per sette volte in prima squadra scendendo in campo solo in una occasione, ma nella sua unica apparizione stagionale mette a segno anche il suo primo goal fra i professionisti, realizzando la marcatura del definitivo 2-1  nella vittoria contro l'Al-Shabab.
La stagione 2018-2019 vede la definitiva consacrazione di Ali Saleh con la maglia dell'Al-Wasl; il giovane attaccante collezione 17 presenze e 5 goal nella UAE Arabian Gulf League 2018-2019, ottenendo a fine stagione il premio come Miglior giovane della stagione. Premio che Saleh rivincerà anche al termine della stagione 2020-21.

### Nazionale
Ali Saleh ha rappresentato gli Emirati Arabi Uniti fin dall'età di dodici anni a livello giovanile. Ha preso parte con la Nazionale under-20 al AFC Youth Championship 2018 e con la Nazionale under-23 alla AFC Under-23 Asian Cup 2020.
Nell'estate 2019 è stato convocato per la prima volta dalla nazionale maggiore ed il 30 agosto 2019 ha esordito con la nazionale emiratina disputando l'amichevole vinta 4-0 contro la Rep. Dominicana. 
Con la nazionale maggiore emiratina Saleh prende parte alla Coppa delle nazioni del Golfo 2019, alla Coppa araba FIFA 2021 e alla Coppa delle nazioni del Golfo 2023. Il 4 gennaio 2024, Saleh rientra nell'elenco dei convocati per la Coppa d'Asia 2023 dove gioca in tre delle quattro partite disputate dalla nazionale emiratina.

## Statistiche

### Presenze e reti nei club
Statistiche aggiornate al 21 Maggio 2025.
| Stagione        | Squadra         | Campionato      | Campionato | Campionato | Coppe nazionali | Coppe nazionali | Coppe nazionali | Coppe continentali | Coppe continentali | Coppe continentali | Altre coppe | Altre coppe | Altre coppe | Totale | Totale |
| Stagione        | Squadra         | Comp            | Pres       | Reti       | Comp            | Pres            | Reti            | Comp               | Pres               | Reti               | Comp        | Pres        | Reti        | Pres   | Reti   |
| --------------- | --------------- | --------------- | ---------- | ---------- | --------------- | --------------- | --------------- | ------------------ | ------------------ | ------------------ | ----------- | ----------- | ----------- | ------ | ------ |
| 2015-2016       | Al-Wasl         | PL              | 4          | 0          | CEAU+CdL        | 0+0             | 0+0             | -                  | -                  | -                  | -           | -           | -           | 4      | 0      |
| 2016-2017       | Al-Wasl         | PL              | 1          | 1          | CEAU+CdL        | 1+0             | 0+0             | -                  | -                  | -                  | -           | -           | -           | 2      | 1      |
| 2017-2018       | Al-Wasl         | PL              | 11         | 1          | CEAU+CdL        | 3+2             | 0+0             | ACL                | 5                  | 0                  | -           | -           | -           | 21     | 1      |
| 2018-2019       | Al-Wasl         | PL              | 17         | 5          | CEAU+CdL        | 2+2             | 0+1             | ACL                | 5                  | 0                  | CdC         | 1           | 1           | 27     | 7      |
| 2019-2020       | Al-Wasl         | PL              | 17         | 1          | CEAU+CdL        | 2+1             | 0+0             | -                  | -                  | -                  | -           | -           | -           | 20     | 1      |
| 2020-2021       | Al-Wasl         | PL              | 22         | 4          | CEAU+CdL        | 2+3             | 0+0             | -                  | -                  | -                  | -           | -           | -           | 27     | 4      |
| 2021-2022       | Al-Wasl         | PL              | 23         | 9          | CEAU+CdL        | 3+2             | 0+0             | -                  | -                  | -                  | -           | -           | -           | 28     | 9      |
| 2022-2023       | Al-Wasl         | PL              | 26         | 4          | CEAU+CdL        | 5+2             | 2+0             | -                  | -                  | -                  | -           | -           | -           | 33     | 6      |
| 2023-2024       | Al-Wasl         | PL              | 24         | 7          | CEAU+CdL        | 4+5             | 4+1             | -                  | -                  | -                  | -           | -           | -           | 33     | 13     |
| 2024-2025       | Al-Wasl         | PL              | 24         | 3          | CEAU+CdL        | 3+4             | 1+0             | ACLE               | 10                 | 1                  | SC+SC       | 1+1         | 0+0         | 43     | 4      |
| Totale Al Wasl  | Totale Al Wasl  | Totale Al Wasl  | 169        | 35         |                 | 46              | 9               |                    | 20                 | 1                  |             | 3           | 1           | 238    | 46     |
| Totale carriera | Totale carriera | Totale carriera | 169        | 35         |                 | 46              | 9               |                    | 20                 | 1                  |             | 3           | 1           | 238    | 46     |

### Cronologia presenze e reti in nazionale
| Cronologia completa delle presenze e delle reti in nazionale ― Emirati Arabi Uniti | Cronologia completa delle presenze e delle reti in nazionale ― Emirati Arabi Uniti | Cronologia completa delle presenze e delle reti in nazionale ― Emirati Arabi Uniti | Cronologia completa delle presenze e delle reti in nazionale ― Emirati Arabi Uniti | Cronologia completa delle presenze e delle reti in nazionale ― Emirati Arabi Uniti | Cronologia completa delle presenze e delle reti in nazionale ― Emirati Arabi Uniti | Cronologia completa delle presenze e delle reti in nazionale ― Emirati Arabi Uniti | Cronologia completa delle presenze e delle reti in nazionale ― Emirati Arabi Uniti |
| Data                                                                               | Città                                                                              | In casa                                                                            | Risultato                                                                          | Ospiti                                                                             | Competizione                                                                       | Reti                                                                               | Note                                                                               |
| ---------------------------------------------------------------------------------- | ---------------------------------------------------------------------------------- | ---------------------------------------------------------------------------------- | ---------------------------------------------------------------------------------- | ---------------------------------------------------------------------------------- | ---------------------------------------------------------------------------------- | ---------------------------------------------------------------------------------- | ---------------------------------------------------------------------------------- |
| 30-8-2019                                                                          | Riffa                                                                              | Rep. Dominicana                                                                    | 0 – 4                                                                              | Emirati Arabi Uniti                                                                | Amichevole                                                                         | -                                                                                  | 30’                                                                                |
| 31-8-2019                                                                          | Riffa                                                                              | Emirati Arabi Uniti                                                                | 5 – 1                                                                              | Sri Lanka                                                                          | Amichevole                                                                         | 1                                                                                  |                                                                                    |
| 10-9-2019                                                                          | Kuala Lumpur                                                                       | Malaysia                                                                           | 1 – 2                                                                              | Emirati Arabi Uniti                                                                | Qual. Mondiali 2022                                                                | -                                                                                  | 84’                                                                                |
| 10-10-2019                                                                         | Dubai                                                                              | Emirati Arabi Uniti                                                                | 5 – 0                                                                              | Indonesia                                                                          | Qual. Mondiali 2022                                                                | -                                                                                  |                                                                                    |
| 15-10-2019                                                                         | Rangsit                                                                            | Thailandia                                                                         | 2 – 1                                                                              | Emirati Arabi Uniti                                                                | Qual. Mondiali 2022                                                                | -                                                                                  |                                                                                    |
| 26-11-2019                                                                         | Doha                                                                               | Emirati Arabi Uniti                                                                | 3 – 0                                                                              | Yemen                                                                              | Gulf Cup 2019 - 1º turno                                                           | -                                                                                  | 61’                                                                                |
| 29-11-2019                                                                         | Doha                                                                               | Emirati Arabi Uniti                                                                | 0 – 2                                                                              | Iraq                                                                               | Gulf Cup 2019 - 1º turno                                                           | -                                                                                  | 68’                                                                                |
| 2-12-2019                                                                          | Doha                                                                               | Qatar                                                                              | 4 – 2                                                                              | Emirati Arabi Uniti                                                                | Gulf Cup 2019 - 1º turno                                                           | -                                                                                  | 73’                                                                                |
| 12-11-2020                                                                         | Dubai                                                                              | Emirati Arabi Uniti                                                                | 3 – 2                                                                              | Tagikistan                                                                         | Amichevole                                                                         | 1                                                                                  | 76’                                                                                |
| 16-11-2020                                                                         | Dubai                                                                              | Emirati Arabi Uniti                                                                | 1 – 3                                                                              | Bahrein                                                                            | Amichevole                                                                         | -                                                                                  | 61’                                                                                |
| 12-1-2021                                                                          | Dubai                                                                              | Emirati Arabi Uniti                                                                | 0 – 0                                                                              | Iraq                                                                               | Amichevole                                                                         | -                                                                                  | 74’                                                                                |
| 16-11-2021                                                                         | Saida                                                                              | Libano                                                                             | 0 – 1                                                                              | Emirati Arabi Uniti                                                                | Qual. Mondiali 2022                                                                | -                                                                                  | 68’                                                                                |
| 30-11-2021                                                                         | Doha                                                                               | Emirati Arabi Uniti                                                                | 2 – 1                                                                              | Siria                                                                              | Coppa Araba 2021 - 1º turno                                                        | 1                                                                                  |                                                                                    |
| 3-12-2021                                                                          | Doha                                                                               | Mauritania                                                                         | 0 – 1                                                                              | Emirati Arabi Uniti                                                                | Coppa Araba 2021 - 1º turno                                                        | -                                                                                  | 81’                                                                                |
| 6-12-2021                                                                          | Doha                                                                               | Tunisia                                                                            | 1 – 0                                                                              | Emirati Arabi Uniti                                                                | Coppa Arabi 2021 - 1º turno                                                        | -                                                                                  | 84’                                                                                |
| 10-12-2021                                                                         | Al Khor                                                                            | Qatar                                                                              | 5 – 0                                                                              | Emirati Arabi Uniti                                                                | Coppa Arabi 2021 - Quarti di finale                                                | -                                                                                  | 41’ 46’                                                                            |
| 27-1-2022                                                                          | Dubai                                                                              | Emirati Arabi Uniti                                                                | 2 – 0                                                                              | Siria                                                                              | Qual. Mondiali 2022                                                                | -                                                                                  | 90+2’                                                                              |
| 1-2-2022                                                                           | Teheran                                                                            | Iran                                                                               | 1 – 0                                                                              | Emirati Arabi Uniti                                                                | Qual. Mondiali 2022                                                                | -                                                                                  | 67’                                                                                |
| 24-3-2022                                                                          | Riad                                                                               | Iraq                                                                               | 1 – 0                                                                              | Emirati Arabi Uniti                                                                | Qual. Mondiali 2022                                                                | -                                                                                  | 58’                                                                                |
| 29-3-2022                                                                          | Dubai                                                                              | Emirati Arabi Uniti                                                                | 1 – 0                                                                              | Corea del Sud                                                                      | Qual. Mondiali 2022                                                                | -                                                                                  | 83’                                                                                |
| 29-5-2022                                                                          | Dubai                                                                              | Emirati Arabi Uniti                                                                | 1 – 1                                                                              | Gambia                                                                             | Amichevole                                                                         | -                                                                                  | 46’                                                                                |
| 7-6-2022                                                                           | Al Rayyan                                                                          | Emirati Arabi Uniti                                                                | 1 – 2                                                                              | Australia                                                                          | Qual. Mondiali 2022                                                                | -                                                                                  | 73’                                                                                |
| 16-11-2022                                                                         | Abu Dhabi                                                                          | Emirati Arabi Uniti                                                                | 0 – 5                                                                              | Argentina                                                                          | Amichevole                                                                         | -                                                                                  | 76’                                                                                |
| 30-12-2022                                                                         | Dubai                                                                              | Emirati Arabi Uniti                                                                | 1 – 0                                                                              | Libano                                                                             | Amichevole                                                                         | -                                                                                  | 58’                                                                                |
| 7-1-2023                                                                           | Basra                                                                              | Bahrein                                                                            | 2 – 1                                                                              | Emirati Arabi Uniti                                                                | Gulf Cup 2023 - 1º turno                                                           | -                                                                                  | 78’                                                                                |
| 10-1-2023                                                                          | Basra                                                                              | Emirati Arabi Uniti                                                                | 0 – 1                                                                              | Kuwait                                                                             | Gulf Cup 2023 - 1º turno                                                           | -                                                                                  | 62’                                                                                |
| 13-1-2023                                                                          | Basra                                                                              | Qatar                                                                              | 1 – 1                                                                              | Emirati Arabi Uniti                                                                | Gulf Cup 2023 - 1º turno                                                           | -                                                                                  | 90+3’                                                                              |
| 12-9-2023                                                                          | Zagabria                                                                           | Costa Rica                                                                         | 1 – 4                                                                              | Emirati Arabi Uniti                                                                | Amichevole                                                                         | -                                                                                  | 79’                                                                                |
| 12-10-2023                                                                         | Dubai                                                                              | Emirati Arabi Uniti                                                                | 1 – 0                                                                              | Kuwait                                                                             | Amichevole                                                                         | -                                                                                  | 59’                                                                                |
| 17-10-2023                                                                         | Dubai                                                                              | Emirati Arabi Uniti                                                                | 2 – 1                                                                              | Bahrein                                                                            | Amichevole                                                                         | -                                                                                  | 46’                                                                                |
| 16-11-2023                                                                         | Dubai                                                                              | Emirati Arabi Uniti                                                                | 4 – 0                                                                              | Nepal                                                                              | Qual. Mondiali 2026                                                                | -                                                                                  | 68’                                                                                |
| 21-11-2023                                                                         | Riffa                                                                              | Bahrein                                                                            | 1 – 2                                                                              | Emirati Arabi Uniti                                                                | Qual. Mondiali 2026                                                                | -                                                                                  | 77’                                                                                |
| 30-12-2023                                                                         | Abu Dhabi                                                                          | Emirati Arabi Uniti                                                                | 1 – 0                                                                              | Kirghizistan                                                                       | Amichevole                                                                         | -                                                                                  | 65’                                                                                |
| 18-1-2024                                                                          | Al Wakrah                                                                          | Palestina                                                                          | 1 – 1                                                                              | Emirati Arabi Uniti                                                                | Coppa d'Asia 2023 - 1º turno                                                       | -                                                                                  | 66’                                                                                |
| 23-1-2024                                                                          | Al Rayyan                                                                          | Iran                                                                               | 2 – 1                                                                              | Emirati Arabi Uniti                                                                | Coppa d'Asia 2023 - 1º turno                                                       | -                                                                                  | 85’                                                                                |
| 28-1-2024                                                                          | Al Rayyan                                                                          | Emirati Arabi Uniti                                                                | 1 – 1 (3 - 5 dtr)                                                                  | Tagikistan                                                                         | Coppa d'Asia 2023 - Ottavi di finale                                               | -                                                                                  | 61’                                                                                |
| Totale                                                                             |                                                                                    | Presenze                                                                           | 36                                                                                 |                                                                                    | Reti                                                                               | 3                                                                                  |                                                                                    |

## Palmares

### Club
- UAE Arabian Gulf League: 1

Al Wasl: 2023-2024
- Coppa del Presidente degli Emirati Arabi Uniti: 1

Al Wasl: 2023-2024
- UAE-Qatar Super Shield: 1

Al Wasl: 2024-2025